# Ильяшенко, Владимир Владимирович
Владимир Владимирович Ильяшенко (род. 2 ноября 1947 г., с. Бабстово Ленинского района Еврейской автономной области, РСФСР, СССР) — российский экономист, доктор экономических наук, профессор, Почетный работник высшего профессионального образования Российской Федерации, награжден медалью «Ветеран труда».

## Биография

### Ранние годы
Родился 2 ноября 1947 г. в селе Бабстово Ленинского района Еврейской автономной области в семье военнослужащего. Отец ‒ Ильяшенко Владимир Филиппович (родился в Полтавской области УССР), мать — Ильяшенко Надежда Ивановна (родилась в Черниговской области УССР), брат — Ильяшенко Анатолий Владимирович.
В связи с профессией отца учился в 5 школах Амурской области, Оренбургской области, Полтавской области (в 3 и 7-8 классах), г. Сольнок и г. Дорог Венгрии. Все классы окончил с Похвальной грамотой.

### Образование
В 1962 г. после окончания 8 классов поступил в Свердловский радиотехнический техникум, который окончил с отличием в 1966 г. Производственную и дипломную практику проходил на предприятии УПКБ «Деталь» в г. Каменск-Уральском Свердловской области, где продолжил трудовую деятельность после защиты дипломной работы.
В 1967 г. поступил на экономический факультет Уральского государственного университета имени А. М. Горького, в связи с реорганизацией с октября 1967 г. продолжил обучение в Свердловском институте народного хозяйства. Был именным стипендиатом им. К. Маркса, с отличием окончил СИНХ.

### Карьера
После окончания Свердловского института народного хозяйства работал старшим инженером группы НОТ Уральского отдела «ВНИИПРОЕКТЭЛЕКТРОМОНТАЖ».
В ноябре 1971 г. призван в ряды Вооруженных сил СССР, где служил до ноября 1972 г. Награжден нагрудным знаком «Отличник ВВС», занесен в «Книгу почета части», имел спортивные разряды по волейболу, футболу, стрельбе и лыжам.
После демобилизации работал в Уральском отделе «ВНИИПРОЕКТЭЛЕКТРОМОНТАЖ» старшим инженером, затем руководителем группы НОТ. Наряду с другими прикладными работами осуществлял руководство темой «Координация деятельности трестов Главэлектромонтажа в области научной организации труда».
С ноября 1975 г. по ноябрь 1978 г. обучался в аспирантуре Свердловского института народного хозяйства на кафедре политической экономии. В декабре 1979 г. защитил кандидатскую диссертацию на тему «Экономические проблемы повышения технического уровня производства». После окончания аспирантуры работал на кафедре политической экономии (позднее переименованной в кафедру экономической теории) ассистентом, старшим преподавателем, доцентом. В августе 1984 г. решением ВАК СССР присвоено ученое звание доцента.
В сентябре 1999 г. назначен на должность профессора кафедры экономической теории Уральского государственного экономического университета. В марте 2003 г. решением ВАК присвоено ученое звание профессора.
В 2005—2009 гг. — заведующий кафедрой экономической теории УрГЭУ.
В мае 2007 г. защитил докторскую диссертацию на тему «Макроэкономические и микроэкономические факторы инфляции в трансформируемой экономике России» по двум специальностям: 08.00.05 — Экономика и управление народным хозяйством (Макроэкономика) и 08.00.01 — Экономическая теория.
В 2009 переведен на кафедру политической экономии на должность профессора. В 2020 г. переведен на кафедру экономической теории и корпоративной экономики на должность профессора, где работал до 30 июня 2022 г.

### Семья
Жена — Ильяшенко Людмила Александровна, дочь Цицина Анна Владимировна, внучка Цицина Елизавета.

## Основные направления научной и учебно-методической деятельности
Сферой многосторонних научных интересов были «Экономическая теория», «История экономических учений», «Финансы, кредит и денежное обращение», «Внешнеэкономические связи».
Основное внимание в научных публикациях уделялось исследованию развития инфляционных процессов. Вместе с тем в опубликованных автором статьях исследовались также проблемы государственной экономической политики, экономического роста, новой индустриализации, финансового механизма развития инвестиционной и инновационной активности, человеческого фактора, повышения уровня жизни населения и другие.
В опубликованных автором учебниках и учебных пособиях рассматривались темы таких дисциплин как экономическая теория, микроэкономика, макроэкономика, институциональная экономика.
Работал в составе объединенного Диссертационного совета Д 999.118.02 (экономические науки).

## Публикации
В целом Ильяшенко В. В. было опубликовано свыше 400 учебно-методических и научных работ. 6 научных работ индексированы в Web of science и Scopus, 30 — опубликованы в журналах ВАК. Автор 2 индивидуальных и соавтор 4 коллективных монографий.
За годы преподавательской деятельности опубликовал 20 учебников и учебных пособий, в том числе 15 с грифом Министерства образования РФ и УМО. Учебники и учебные пособия предназначались для обучения студентов экономических специальностей всех форм обучения, дистанционного образования, факультета сокращенной подготовки специалистов, бакалавров.

### Монографии
- Ильяшенко В. В. Инфляция: проблемы теории и практики. — Екатеринбург: Изд-во Урал. гос. экон. ун-та, 2002. — 200 с.
- Ильяшенко В. В. Макроэкономические и микроэкономические аспекты инфляции в трансформируемой экономике России. ‒ Екатеринбург: Изд-во Урал. гос. экон. ун-та, 2006. — 207 с.

### Статьи в изданиях Web of science и Scopus
- Ильяшенко В. В. Внешнеэкономическая инфляция в российской экономике // Управленец. 2015. № 5 (57). С. 34-37.
- Ильяшенко В. В. Инфляция в современной России: теоретические основы, особенности проявления и региональный аспект / В. В. Ильяшенко, Л. Н. Куклина // Экономика региона. ‒ 2017. ‒ Т. 13, вып. 2. ‒ С. 434—445. ‒ То же [Электронный ресурс]. ‒ Режим доступа: https://elibrary.ru.
- Ильяшенко В. В. Взаимосвязь доходов и инфляции с совокупным спросом в российской экономике / В. В. Ильяшенко, Л. Н. Куклина // Экономика региона. ‒ 2018. ‒ 2018. ‒ Том 14, вып. 4. ‒ С. 1477—1787. ‒ То же [Электронный ресурс]. ‒ Режим доступа: https://www.elibrary.ru.
- Ilyashenko V. V. Financial-Economic Problems of Innovative Agricultural Development in Russia / V. V. Ilyashenko // E3S Web of Conferences. Сер. «International Scientific and Practical Conference „From Inertia to Develop: Research and Innovation Support to Agriculture“, IDSISA 2020». ‒ (Yekaterinburg, 19-20 fevr. 2020 g.). ‒ Yekaterinburg, 2020.
- Ilyashenko V. V. Financial and economic aspects of corporate social responsibility // SHS Web of Conferences. Volume 89 (2020). Conf-Corp 2020 — International Scientific-Practical Conference «Transformation of Corporate Governance Models under the New Economic Reality» Ekaterinburg, Russian Federation, November 20, 2020. I. Тkachenko (Ed.) DOI: https://doi.org/10.1051/shsconf /20208900001.
- Ilyashenko V. V. The Human Factorin the Developmentof AgricultureinRussia in Modern Conditions / V. V. Ilyashenko // E3S Web of Conferences. Сер. «International Scientific and Practical Conference „Fundamental and Applied Research in Biology and Agriculture: Current Issues, Achievements and Innovations“, FARBA 2021». — (Orel, 24-25 20 fevr. 2020 g.).-Orel, 2021. -URL: https://www.elibrary.ru/item.asp?id=46065575&selid=46067970

### Статьи в журналах ВАК
- Ильяшенко В. В. Особенности инфляции в трансформируемой экономике России // Известия Уральского государственного экономического университета. 2004. № 8. С.3-9.
- Ильяшенко В. В., Лесных В. В. Многоуровневая матрица комплексного анализа рыночной трансформации оборонно-промышленного комплекса // Известия Уральского государственного экономического университета. 2005. № 12. С. 16-23.
- Ильяшенко В. В. Макроэкономические и микроэкономические факторы инфляционных процессов // Вестник Южно-Уральского государственного университета. 2006. № 4 (59). С. 191—196.
- Ильяшенко В. В. Микроэкономическая теория и инфляция издержек // Известия Уральского государственного университета. 2006. № 45. Серия 1. Проблемы образования, науки и культуры. Выпуск 20. С. 95-102.
- Ильяшенко В. В., Виноградова Е. Ю. Влияние показателей инфляции спроса и издержек на развитие инфляционных процессов в России // Известия Уральского государственного экономического университета. 2006. № 4 (16). С. 17-22.
- Ильяшенко В. В. О внешнеэкономических факторах инфляции // Известия Иркутской государственной экономической академии. 2006. № 2 (47). С. 5-8.
- Ильяшенко В. В. Теоретические аспекты развития инфляционных процессов // Известия Уральского государственного экономического университета. Специальный выпуск, посвященный 40-летию УрГЭУ, 2007, № 2 (19). С. 4-8.
- Вольфсон А. В., Ильяшенко В. В. Гипотеза модели поведения в олигополистической среде рынка // Известия Уральского государственного экономического университета. 2009. № 2 (24). С. 4-11.
- Вольфсон А. В., Ильяшенко В. В. Совершенствование методологии исследования рынка и гармонизация практики слияний и поглощений в условиях современной олигополистической среды // Журнал экономической теории. 2009. № 3 (20). С.176-186.
- Бажутов А. В., Ильяшенко В. В. Взаимосвязь темпов инфляции и инвестиционных вложений в экономике Российской Федерации // Известия Уральского государственного экономического университета. 2010. № 2 (28). С.38-44.
- Ильяшенко В. В., Линецкий А. Ф. Развитие интеграции России в мировую экономику // Казанская наука. 2012. № 3. С. 105—108.
- Киселева П. С., Ильяшенко В. В. Межрегиональная дифференциация темпов инфляции в России // Известия Уральского государственного экономического университета. 2012. № 1 (39). С. 5-10.
- Ильяшенко В. В. Внешнеэкономические связи и развитие экономики // Известия Уральского государственного экономического университета. 2012. № 2 (40). С. 83-86.
- Ильяшенко В. В., Милованова В. В. Влияние глобализации экономической деятельности на развивающиеся страны // Известия Уральского государственного экономического университета. 2012. № 3 (41). С. 141—146.
- Ильяшенко В. В. Сущность и содержание бюджетного планирования как основа бюджетного процесса // Известия Уральского государственного экономического университета. 2012. № 4 (42). С. 25-30.
- Ильяшенко В. В. Международный опыт внедрения элементов бюджетирования, ориентированного на результат // Известия Уральского государственного экономического университета. 2012. № 5 (43). С. 43-51.
- Зысман Н. И., Ильяшенко В. В. Влияние внешнеэкономических факторов на инфляцию в России // Известия Уральского государственного экономического университета. 2013. № 2 (46). С. 35-38.
- Ильяшенко В. В. Методология анализа инфляции в курсе экономической теории // Журнал экономической теории. 2013. № 3. С. 38-47.
- Зысман Н. И., Ильяшенко В. В. Вступление России в ВТО как внешнеэкономический фактор инфляции // Известия Уральского государственного экономического университета. 2013. № 5 (49). С. 22-25.
- Ильяшенко В. В. Монетаристская теория и инфляционные процессы в России // Известия Уральского государственного экономического университета. 2014. № 5 (55). С. 6-10.
- Киселева П. С., Ильяшенко В. В. Факторы и динамика инфляционных процессов в промышленном регионе // Известия Уральского государственного экономического университета. 2015. № 3 (59). С. 24-29.
- Ильяшенко В. В. Взаимосвязь инфляции и безработицы: теоретические аспекты и особенности проявления в экономике России // Известия Уральского государственного экономического университета. 2016. № 2 (64). С. 5-11.
- Киселева П. С., Ильяшенко В. В. Особенности инфляционных процессов в современной экономике России // Журнал экономической теории. 2016. № 2. С. 32-38.
- Ильяшенко В. В. Взаимосвязь факторов предложения и спроса в обеспечении интенсивного типа экономического роста / В. В. Ильяшенко. // Известия Уральского государственного экономического университета. ‒ 2018. ‒ Т. 19, № 4. ‒ С. 34-44. ‒ То же [Электронный ресурс]. ‒ Режим доступа: https://www.elibrary.ru.
- Ильяшенко В. В. Доходы населения России в условиях инфляционных процессов / В. В. Ильяшенко // Журнал экономической теории. ‒ 2018. ‒ Т. 15, № 2. ‒ С. 182—188. ‒ То же [Электронный ресурс]. ‒ Режим доступа: https://www.elibrary.ru.
- Ильяшенко В. В. Взаимосвязь динамики валютного курса рубля и мировых цен на нефть в российской экономике / В. В. Ильяшенко // Валютное регулирование. Валютный контроль. ‒ 2019. ‒ № 9. ‒ С. 58-60.
- Ильяшенко В. В. Взаимосвязь экономической теории и политики российского государства / В. В. Ильяшенко // Journal of New Economy. ‒ 2019. ‒ Т. 20, № 5. ‒ С. 5-22. ‒ То же [Электронный ресурс]. ‒ Режим доступа: https://elibrary.ru.
- Ильяшенко В. В. Микроэкономические аспекты неоклассической теории и современная экономика / В. В. Ильяшенко // Журнал экономической теории. ‒ 2019. ‒ Т. 16, № 3. ‒ С. 528—538. ‒ То же [Электронный ресурс]. ‒ Режим доступа: https://elibrary.ru.
- Ильяшенко В. В. Воздействие мировых цен на нефть на состояние валютного курса рубля и инфляционные процессы в российской экономике / В. В. Ильяшенко // Журнал экономической теории. ‒ 2020. ‒ № 3. ‒ С. 519—529.
- Куклинова П. С., Ильяшенко В. В. Влияние режима инфляционного таргетирования на экономическое развитие промышленного региона // Journal of New Economy. ‒ 2022. ‒ Т. 23, № 2. ‒ С. 125—141. ‒ То же [Электронный ресурс]. ‒ Режим доступа: https://elibrary.ru.

### Учебники и учебные пособия
- Ильяшенко В. В. Микроэкономика: Учеб. пособие / Науч. ред. Н. Н. Филиппов, В. А. Кукк. — Екатеринбург: Изд-во Уральского гос. экон. ун-та, 1999. — 218 с.
- Ильяшенко В. В. Микроэкономика: Учеб. пособие / Науч. ред. Н. Н. Филиппов, В. А. Кукк. — 2-е изд., доп. ‒ Екатеринбург: Изд-во Уральского гос. экон. ун-та, 2001, 2004. — 259 с.
- Ильяшенко В. В. Экономическая теория (микроэкономика): Учеб. пособие. Екатеринбург: Изд-во Уральского гос. экон. ун-та, 2000. — 118 с.
- Ильяшенко В. В. Экономическая теория (микроэкономика): Учеб. пособие. Екатеринбург: Изд-во Уральского гос. экон. ун-та, 2000. — 59 с.
- Экономическая теория: Учебник: В 2 ч. / Науч. ред. Н. Н. Филиппов, В. В. Ильяшенко. ‒ Екатеринбург: Изд-во Уральского гос. экон. ун-та, 2002. — Ч. 1. ‒ 365 с.
- Экономическая теория: Учебник: В 2 ч. / Науч. ред. Н. Н. Филиппов, В. В. Ильяшенко. ‒ Екатеринбург: Изд-во Уральского гос. экон. ун-та, 2002. — Ч. 2. ‒ 335 с.
- Экономическая теория: учебник: в 2 ч. / Науч. ред. В. В. Ильяшенко, А. Ю. Коковихин. ‒ Екатеринбург: Изд-во Уральского гос. экон. ун-та, 2007, 2008. — Ч. 1. ‒ 299 с.
- Экономическая теория: учебник: в 2 ч. / Науч. ред. В. В. Ильяшенко, А. Ю. Коковихин. ‒ Екатеринбург: Изд-во Уральского гос. экон. ун-та, 2007, 2008. — Ч. 2. ‒ 406 с.
- Лесных В. В., Ильяшенко В. В. Институциональная экономика: учеб. пособие; Федер. агентство по образованию, Урал. гос. экон. ун-т. ‒ Екатеринбург: Изд-во Уральского гос. экон. ун-та, 2008. — 310 с.
- Лесных В. В., Ильяшенко В. В. Институциональная экономика: учеб. пособие, издание 2-е дополненное; Федер. агентство по образованию, Урал. гос. экон. ун-т. ‒ Екатеринбург: Изд-во Уральского гос. экон. ун-та, 2009. — 330 с.
- Ильяшенко В. В., Керн Л. П. Экономическая теория [Текст]: учеб.-метод. комплекс для студентов экономических специальностей; Федер. агентство по образованию, Урал. гос. экон. ун-т, Центр дистанционного образования. ‒ Екатеринбург: Изд-во Уральского гос. экон. ун-та, 2009. — 181 с.
- Ильяшенко В. В. Микроэкономика [Текст]: метод. указания по изучению курса для студентов бакалавриата, обучающихся по направлению подготовки 38.03.01 «Экономика»; М-во образования м науки Рос. Федерации, Урал. гос. экон. ун-т. ‒ Екатеринбург: Изд-во Уральского гос. экон. ун-та, 2015. — 51 с.
- Ильяшенко В. В. Макроэкономика [Текст]: учеб. пособие; М-во образования и науки Рос. Федерации, Урал. гос. экон. ун-т. ‒ Екатеринбург: Изд-во Уральского гос. экон. ун-та, 2016. — 301 с.
- Ильяшенко В. В. Микроэкономика: учебник. — Москва: КНОРУС, 2012, 2016. — 288 с. — (Для бакалавров).
- Ильяшенко В. В. Микроэкономика: учебник. — Москва: КНОРУС, 2017, 2020, 2022. — 276 с. — (Бакалавриат).
- Ильяшенко В. В. Макроэкономика: учебник. — Москва: КНОРУС, 2018, 2020, 2023. — 282 с. — (Бакалавриат).